# Pedro Mosquera
Pedro Mosquera Parada (La Coruña, 21 de abril de 1988) es un futbolista español. Juega de centrocampista y su equipo es el C. F. Rayo Majadahonda.

## Trayectoria

### Categorías inferiores
Pedro Mosquera empezó jugando al hockey sobre patines. Finalmente, se decantó por el fútbol, ingresando en el Galicia Gaiteira CF y posteriormente en las categorías inferiores del Deportivo de La Coruña. Con doce años, y después de destacar en torneos internacionales de alevines como el de Torneo Nacional Alevín de Fútbol 7, se incorporó al fútbol base del Real Madrid. 
La temporada 2005-06 fue campeón de la Copa de Campeones de Liga Juvenil con el equipo madridista.

### Real Madrid Castilla
Un año más tarde «Míchel» le dio la alternativa con el Real Madrid Castilla Club de Fútbol, por entonces en la Segunda División. Permaneció cuatro campañas en el filial madridista, del que llegó a ser el capitán. 
Durante la temporada 2009-10 el técnico del primer equipo, Manuel Pellegrini, le convocó en varias ocasiones, tanto en partidos de Primera División como de Liga de Campeones, aunque sin llegar a debutar. Finalmente el 25 de marzo de 2010 llegó su bautismo oficial con el Real Madrid Club de Fútbol, en un partido de Liga ante el Getafe C. F. Tuvo una presencia testimonial, reemplazando a Xabi Alonso en el último minuto.

### Getafe C. F.
En julio de 2010 fue traspasado al Getafe Club de Fútbol, con el que firmó por cuatro temporadas, reservándose el Real Madrid C. F. una opción de recompra. En el club azulón volvió a coincidir con Míchel como entrenador.
Tras una temporada con poca participación en el equipo volvió cedido al Real Madrid Castilla.

### Real Madrid Castilla
El 20 de enero de 2012, tras un breve paso por el Getafe C. F., el futbolista retorna en calidad de cedido al Castilla C. F. hasta final de temporada, de la mano del entrenador Alberto Toril.
En mayo, consigue el campeonato del Grupo I de la Segunda División "B" de 2012 lo que les otorgó el derecho a jugar la fase de ascenso de campeones. En ella el filial conseguiría regresar a la Segunda División después de 5 años tras derrotar al Cádiz CF por un resultado global de 8-1. En la ida el equipo blanco logró una victoria de 0-3, que se completó en el partido de vuelta en el Estadio Alfredo Di Stéfano con otra victoria por 5-1, marcando dos goles. Sus buenas actuaciones en el filial, le valieron para seguir cedido otra temporada en el filial madridista.
Retornó al Getafe C. F. en el comienzo de la temporada 2013-14.

### Elche Club de Fútbol
El 3 de julio de 2014, con el propósito de cubrir la más que posible marcha de Javi Márquez firma contrato con el club ilicitano hasta 2017. La pasada campaña no anotó ningún gol con el Getafe C. F., pero realizó una gran labor en el centro del campo con las tareas organizativas. Hizo una gran temporada allí, donde llegó a ser capitán del Elche. Consiguió anotar un gol contra el Rayo Vallecano.

### R. C. Deportivo de La Coruña
Debido al descenso administrativo del Elche C. F., el 26 de julio de 2015 rescinde su contrato con el equipo valenciano  con el que tenía contrato hasta 2017. Esta circunstancia hace que el jugador coruñés llegue libre al Deportivo de La Coruña con el que firma un contrato hasta 2019. El primer año consigue hacer muy buenos partidos y el Dépor le renovó hasta 2021, después de haberse negado a vestir la elástica del Valencia. Esta temporada ha contado con menor protagonismo, pero con la destitución de Garitano y la contratación de Pepe Mel vuelve a ser protagonista dentro del campo.

### S. D. Huesca y A. D. Alcorcón
Tras rescindir contrato con el Deportivo, la Sociedad Deportiva Huesca anunció, en agosto de 2019, su incorporación por dos temporadas. Estuvo tres años en el club en los que jugó cien partidos y formó parte del equipo que logró el segundo ascenso a Primera División en su historia.
El 8 de julio de 2022 se comprometió con la Agrupación Deportiva Alcorcón. Estuvo un par de temporadas y en la primera de ellas ayudó al equipo a conseguir el ascenso a Segunda División. Para la 2024-25 fichó por el C. F. Rayo Majadahonda que competía en la Segunda Federación.

## Selección nacional
Ha sido internacional con España en las categorías sub-17 y sub-19 habiendo disputado un total de 11 partidos.

### Selección gallega
El 20 de mayo de 2016 jugó con la selección de fútbol de Galicia un partido amistoso, en el estadio de Riazor, contra Venezuela que terminó con empate a 1.

## Estadísticas

### Clubes
Actualizado al último partido jugado el 20 de mayo de 2017.
| Real Madrid Castilla · España | 2.ª           | 2006-07       | 4   | 0  | -  | - | - | - | 4   | 0  |
| Real Madrid Castilla · España | 2.ª B         | 2007-08       | 27  | 1  | -  | - | - | - | 27  | 1  |
| Real Madrid Castilla · España | 2.ª B         | 2008-09       | 33  | 1  | -  | - | - | - | 33  | 1  |
| Real Madrid Castilla · España | 2.ª B         | 2009-10       | 34  | 4  | -  | - | - | - | 34  | 4  |
| Real Madrid Castilla · España | 2.ª B         | 2011-12       | 16  | 0  | 4  | 2 | - | - | 20  | 2  |
| Real Madrid Castilla · España | 2.ª           | 2012-13       | 38  | 3  | -  | - | - | - | 38  | 3  |
| Real Madrid Castilla · España | Total club    | Total club    | 152 | 9  | 4  | 2 | 0 | 0 | 156 | 11 |
| Real Madrid C. F. · España | 1.ª           | 2009-10       | 1   | 0  | 0  | 0 | 0 | 0 | 1   | 0  |
| Real Madrid C. F. · España | Total club    | Total club    | 1   | 0  | 0  | 0 | 0 | 0 | 1   | 0  |
| Getafe C. F. · España | 1.ª           | 2010-11       | 14  | 0  | 3  | 0 | 4 | 0 | 21  | 0  |
| Getafe C. F. · España | 1.ª           | 2011-12       | 0   | 0  | 0  | 0 | 0 | 0 | 0   | 0  |
| Getafe C. F. · España | 1.ª           | 2013-14       | 25  | 0  | 1  | 0 | - | - | 26  | 0  |
| Getafe C. F. · España | Total club    | Total club    | 39  | 0  | 4  | 0 | 4 | 0 | 47  | 0  |
| Elche C. F. · España | 1.ª           | 2014-15       | 25  | 1  | 2  | 0 | - | - | 27  | 1  |
| Elche C. F. · España | Total club    | Total club    | 25  | 1  | 2  | 0 | 0 | 0 | 27  | 1  |
| Deportivo La Coruña · España | 1.ª           | 2015-16       | 37  | 0  | 3  | 0 | - | - | 40  | 0  |
| Deportivo La Coruña · España | 1.ª           | 2016-17       | 23  | 3  | 4  | 0 | - | - | 27  | 3  |
| Deportivo La Coruña · España | 1.ª           | 2017-18       | 4   | 0  | 1  | 0 | - | - | 5   | 0  |
| Deportivo La Coruña · España | Total club    | Total club    | 64  | 3  | 8  | 0 | 0 | 0 | 72  | 3  |
| Total carrera | Total carrera | Total carrera | 282 | 13 | 17 | 2 | 4 | 0 | 303 | 15 |
| (1) Incluye datos de la Copa del Rey (2010-15). En caso de equipo filial se refiere a los partidos de play-off (2011-12). (2) Incluye datos de la UEFA Europa League (2010-11). |               |               |     |    |    |   |   |   |     |    |